# 国防部副官局
國防部副官局是1948年初设立的中華民國國防部所屬機關，前身为成立於1946年6月的国防部副官处。掌管所属机关、部队、学校的人事；公布部队的兵力、位置，并保存此类档案；收发、呈转国防部文电并任国防部档案中心；拟订军邮业务实施计划。

## 历史
副官处设处长1人，副处长2人，内设：
- 计划科
- 管制科
- 登记科
- 统计科
- 军邮科
- 总务科
- 考核组
- 军属人事组
- 军官佐人事组
- 文书组
- 电务组
- 编印组

1947年6月，国防部副官处修订其组织规程，该处职能增加了国防部一切命令（作战命令除外）、法规及政策的公告、印制与发布；规划各级副官机构；审察副官业务和副官教育；印信之刊发、收缴。其组织由原来的6科6组改成l科5组。即：
- 计划科
- 人事组
- 文书组
- 电务组
- 档案组
- 编印组

1948年初，副官处扩充为副官局，设局长1人，副局长2人，内设办公室和6处，分别掌理人事、发布、电务、收发、勤务、文书档案。

## 副官学校
1947年9月1日創立於南京孝陵卫。1954年6月16日在迪化街原联勤业务研究班旧址复校。19558年8月迁址外双溪。1959年1月与國防部動員幹部訓練班、空軍人事訓練班合併成立“国防部行政学校”。1967年7月行政學校與陸軍補給管理學校合併成立國防管理學校。1982年12月1日國防財經學院及國防管理學校合併成立國防管理學院。1990年5月8日，三軍大學、國防醫學院、中正理工學院、國防管理學院合併成立國防大學國防管理學院，校址中和積穗。2006年8月1日校址遷北投復興崗。

## 歷任局長
1. 陈春霖（黄埔五期政治科），1946年12月任国防部副官处处长。1948年3月6月任任国防部副官局局长兼副官学校校长，1949年4月任重建的第四十四军中将军长，隶属于罗广文第十五兵团序列。1949年12月随同罗广文在川西起义。入西南军政大学高研班学习。因误传与李文逃跑案有牵连而被捕。镇反运动中1951年11月9日被西南军区军法处判处死刑。[2]1983年9月成都军区军事法院宣布给其平反，恢复起义人员名誉。[3]
2. 萧西清（黄埔八期），1949.1-1949.5。
3. 岳星明：1949.6-1949.11兼参谋总长办公室中将副主任。杨森第二十一军出身。1949年12月在昆明投诚。

## 历任副局长
- 曹登
- 李立人
- 皮天泽
- 冯宗毅
- 涂宽

## 领导职位
- 局長（簡任第十三職等或中將）
- 副局長（簡任十二職等或少將）